# Kohärenzgebot
Das Kohärenzgebot ist eine Bestimmung des Primärrechts der Europäischen Union, wonach alle Organe bei ihren Handlungen zur Erreichung der Ziele der Europäischen Union beitragen sollen. Besonders wichtig ist dieses Prinzip bei der Außenpolitik, da hier besonders viele Akteure tätig sind bzw. waren.

## Begriffsbestimmung
Ähnlich der Kohäsionspolitik der EU zielt das Kohärenzgebot auf eine Verbesserung der inner- und intra-europäischen Zusammenarbeit ab. Die beiden Konzepte können anhand ihrer Wirkungsrichtung unterschieden werden. Während die Kohäsionspolitik der Europäischen Union ein zentrales Element zur Erreichung eines stärkeren innereuropäischen Zusammenhalts ist, gilt das Kohärenzgebot als Ausdruck des Versuchs, die Europäische Union als möglichst homogenen Akteur in den internationalen Beziehungen zu positionieren.
Die Organisation für wirtschaftliche Zusammenarbeit und Entwicklung (OECD) definiert darüber hinaus drei politikfeldunspezifische Dimensionen von Politikkohärenz: intern, horizontal und vertikal (OECD 2002: 133ff.). Die interne Politikkohärenz beschreibt die Kohärenz innerhalb eines Politikfeldes. Die Ziele, Konzepte und Programme sowie Instrumente müssen aufeinander abgestimmt und konsistent sein (ebd.). Bei der horizontalen Politikkohärenz geht es hingegen um die Abstimmung und Koordination von verschiedenen Politikfeldern auf der gleichen hierarchischen Ebene (ebd.; Müller-Brandeck-Bocquet und Rüger 2015: 114). Die vertikale Politikkohärenz bezieht sich zudem auf die Kohärenz der verschiedenen Ebenen innerhalb eines Politikfeldes oder zwischen verschiedenen Politikfeldern (ebd.). Die vertikale Politikkohärenz ist in Bezug auf die EU in den Vordergrund zu rücken, da die EU ein „Mehrebenensystem“ ist (vgl.: Schmale 2008; Lucarelli 2006: 9).

## Hintergrund

### Vertrag von Maastricht und Säulenstruktur der Europäischen Union
Durch den Vertrag von Maastricht wurde die Europäische Union als übergeordneter Verbund für die Europäischen Gemeinschaften, die Gemeinsame Außen- und Sicherheitspolitik (GASP) und die Zusammenarbeit in den Bereichen Justiz und Inneres gegründet (Drei Säulen der Europäischen Union). Als Folge der unterschiedlichen Integrationsgeschwindigkeiten in den verschiedenen Säulen und der Tatsache, dass in der GASP und in der Zusammenarbeit im Bereich Justiz und Inneres grundsätzlich andere Entscheidungsstrukturen herrschten, als in den Europäischen Gemeinschaften, entstand besonders bei der Außenvertretung ein Kohärenzproblem: in EG-Angelegenheiten (z. B. Außenhandel, Entwicklungshilfe) wurde die Europäische Union (im weiteren Sinne) von der Kommission bzw. dem Außenkommissar vertreten, in Angelegenheiten der GASP jedoch von dem Außenminister des Staates, der die Ratspräsidentschaft innehatte, bzw. ab dem Vertrag von Amsterdam vom Hohen Vertreter für die Gemeinsame Außen- und Sicherheitspolitik.
Der politische Wille zur Überwindung dieses Kohärenzproblems ist in Art. 3 EU-Vertrag (in der Fassung des Vertrags von Amsterdam) folgendermaßen festgelegt:
„Die Union verfügt über einen einheitlichen institutionellen Rahmen, der die Kohärenz und Kontinuität der Maßnahmen zur Erreichung ihrer Ziele unter gleichzeitiger Wahrung und Weiterentwicklung des gemeinschaftlichen Besitzstands sicherstellt. Die Union achtet insbesondere auf die Kohärenz aller von ihr ergriffenen außenpolitischen Maßnahmen im Rahmen ihrer Außen-, Sicherheits-, Wirtschafts- und Entwicklungspolitik. Der Rat und die Kommission sind für diese Kohärenz verantwortlich und arbeiten zu diesem Zweck zusammen. Sie stellen jeweils in ihrem Zuständigkeitsbereich die Durchführung der betreffenden Politiken sicher.“
Demnach sollen sich alle betroffenen Akteure – trotz Bestehens unterschiedlicher Zuständigkeiten – absprechen und an einem Strang ziehen.

### Vertrag von Lissabon
Im Vertrag von Lissabon wurde der Herausforderung zur Verbesserung der Handlungsfähigkeit der EU Rechnung getragen. Insbesondere der neu eingeführte „EU-Außenminister“, (offiziell Hoher Vertreter der EU für Außen- und Sicherheitspolitik) der vom Europäischen Rat ernannt wird und gleichzeitig die Aufgaben des Hohen Vertreters für die Gemeinsame Außen- und Sicherheitspolitik (GASP) sowie die Aufgaben eines Außenkommissars (Doppelhut-Modell) wahrnimmt, hat die Aufgabe, für die Kohärenz des auswärtigen Handelns zu sorgen (Art. 18 Abs. 4 EU-Vertrag). Der EU-Außenminister ist ferner Vorsitzender des Rates für Auswärtige Angelegenheiten und einer der Vizepräsidenten der Kommission. Zudem ist die Einrichtung eines integrierten Europäischen Auswärtigen Dienstes, der sich aus Beamten der Kommission, des Ratssekretariats und der diplomatischen Dienste aller Mitgliedstaaten zusammensetzt, vorgesehen, um für eine kohärente europäische Außenpolitik Sorge zu tragen.